# Provident Credit Union Event Center
Das Provident Credit Union Event Center (auch als Event Center Arena bekannt) ist eine Mehrzweckhalle in der US-amerikanischen Stadt San José im Bundesstaat Kalifornien. Die Halle gehört der San José State University und liegt auf dem Campus der Universität. Sie wird für die NCAA-College-Basketball-Spiele der San Jose State Spartans (Männer und Frauen) aus der Mountain West Conference genutzt. Im August 2019 schloss die Universität einen Sponsoringvertrag mit der Provident Credit Union über 20 Jahre und 8,1 Mio. US-Dollar ab.

## Geschichte
Der Spatenstich fand am 1. Oktober 1986 statt. Die Arena wurde im Mai 1989 eröffnet und die Baukosten beliefen sich auf 26 Mio. US-Dollar. Der Bau bietet über 25.000 sq ft (rund 2323 m2) Fläche. Bei Sportveranstaltungen stehen 5000 Plätze bereit. Zu Konzerten bieten sich 6000 Plätze. Zum Veranstaltungszentrum gehören für die Studenten des Weiteren acht Racquetballplätze, zwei Tanzstudios, ein 10.000 sq ft (929 m2) großer Kraftraum, ein Mini-Fitnessstudio und ein Aerobic-Raum.
Im September 2022 wurde von Daktronics neue Videodisplays im und am Event Center Arena installiert. Darunter das größte Videodisplay in einer College-Basketball-Arena. Die riesige Anzeige an einer Endwand misst ungefähr 15,5 ft (etwa 4,72 m) in der Höhe und 75,5 ft (rund 23,01 m) in der Breite. Sie verfügt über einen Pixelabstand von 5,9 mm für scharfe Bilder. Die Anzeigetafel kann auch in mehrere Teile für u. a. Live-Videos, Sofortwiederholungen, aktuellen Statistiken, Grafiken und Animationen oder Sponsoringbotschaften aufgeteilt werden.
Neben den Sportveranstaltungen fanden hier auch Stand-up-Comedyshows und zahlreiche Konzerte von Künstlern wie Sarah McLachlan, Eric Clapton, Beastie Boys, Drake, Conan O’Brien, Kelly Clarkson, Pearl Jam, Prince, Korn, George Lopez und Wiz Khalifa statt.